# 帝塚山中学校・高等学校
帝塚山中学校・高等学校（てづかやまちゅうがっこう・こうとうがっこう 英: Tezukayama Junior & Senior High School）は、奈良県奈良市学園南に所在し、中高一貫教育を実施する私立中学校・高等学校。

## 概要
高等学校において、中学校から入学した内部進学の生徒と高等学校から入学した外部進学の生徒との間で、第1学年から混合してクラスを編成する併設混合型中高一貫校。
「男女併学」制度と呼称する男女別学を採用しており、授業は男女別のクラス、課外活動や全校行事などは合同で行う
。但し、高校の男女英数コースでは、一部男女合併で行う授業もある。ここでも食堂も設置しており、昼休みの食堂での昼食は男女一緒。2027年（令和9年）度より、帝塚山高等学校は男女共学化することが理事会で決定された為、当該年度の高校1年生より順次共学化される（予定）。
2004年（平成16年）から2006年まで、文部科学省よりスーパー・イングリッシュ・ランゲージ・ハイスクール (SELHi) の指定を受け、英語教育を重視したカリキュラムの研究開発を実施した。
帝塚山中学校・高等学校は、学校法人帝塚山学園が所有する学園前キャンパス・東生駒キャンパスのうち、学園前キャンパスに所在する。

### 建学の精神
- 社会に有為な人材を育成する[5]

帝塚山学院建学の精神と比較すると、『「力の教育」、すなわち意志の力、情の力、知の力、躯幹の力を含む全人教育を以って』の部分が明示されていないが、教育の特色として、帝塚山伝統の「力の教育」は継承されている。

### 教育方針

#### 帝塚山教育
「帝塚山教育」として、下記の7項目を教育方針として掲げる。
- 心も身体も伸び伸びと伸ばす教育
- 個性が尊重され、いかされる教育
- 情緒ゆたかで情操を高める教育
- 実践力のある人間をつくる教育
- 世のために尽くそうとする精神の涵養
- 自主独立の精神と自ら学ぼうとする意欲の養成
- 国際的な広い視野を育む教育

#### 教育の根本理念
- 子供や若い人達は学園の宝[1]

初代校長で第2代理事長の森礒吉が、「子供や若い人達は学園の宝」と題し、記したものを学園教育の根本理念とする。また、根本理念として以下も標榜する。
- - 人間性を養う
  - よい人間をつくる
  - よい人柄をつくる
  - よい品性を培う

## 沿革

### 略歴
1941年（昭和16年）4月、帝塚山中学校（旧制）は財団法人帝塚山学園により設置され、奈良県生駒郡伏見村（現在の奈良市学園南）にて開校した。
当時高等女学校等を運営していた大阪市住吉区の帝塚山学院は、紀元2600年記念事業及び学院創立25年記念事業として、七年制高等学校の設置を始めとする大学までの一大総合学園創設と、学園を中心とした文化都市建設を計画。当初の構想では、旧制中学校・高等学校課程が一貫した七年制高等学校の設置であったが、制度上の制約から旧制中学校の開設となる。入学生は171人。
開校当初はあやめ池遊園地内の航空博物館を仮校舎としたが、翌1942年には現在の場所に本校舎が竣工した。
戦後の学制改革により、1947年に男女共学の新制帝塚山中学校、翌1948年に新制帝塚山高等学校を開設。その後、2歳児教育施設から大学までを備えた総合学園に発展した。

### 年表
- 1941年（昭和16年）
  - 1月31日 – 財団法人帝塚山学園設立及び帝塚山中学校（旧制）設置認可を届出
  - 2月28日 – 財団法人帝塚山学園設立及び帝塚山中学校設置認可
  - 4月1日 – 帝塚山中学校開校、森磯吉中学校長就任
  - 4月10日 – 開校式、入学式挙行（新入生171人）。あやめ池遊園地内の航空科学館を仮校舎とする
- 1942年
  - 1月10日 – 現在地に初代校舎完成
  - 3月6日 – 関西急行電鉄「学園前」駅を開設
- 1943年 – 「学園旗」を制定[11]
- 1944年8月 – 学徒勤労令公布、三菱重工業名古屋発動機製作所へ中学4年生134人、中学3年生175人動員
- 1945年3月29日 – 第1回卒業式（卒業生163人）
- 1947年4月1日 – 学制改革により新制中学校を設置（共学）
- 1948年3月31日 – 新制高等学校を設置（共学）
- 1951年 – 校歌「帝塚山学園の歌」を発表[11]
- 1978年 – 高等学校に「類型制」（類型Ⅰ・男子進学コース、類型Ⅱ・男・女進学特別コース、類型Ⅲ・女子進学コース）を設置[11]
- 1982年 – 帝塚山中学校・高等学校一貫カリキュラムと男女併学制を導入[11]
- 1983年 – 高等学校に男子コース、女子英数コース、女子総合コースを設置
- 1993年（平成5年）– ACJC（英語版）と姉妹校提携
- 1996年 – 中学校女子にコース制を導入し、女子英数コース、総合コースを設置。中学校男子に男子英数コースを設置（コース別中高一貫教育開始）
- 2005年 – 中学校女子総合コースに特進クラス・文理クラスを設置[11]
- 2007年 – 中学校男子英数コースにスーパー理系選抜クラスを設置
- 2008年 – 中学校・高等学校女子総合コース（特進クラス・文理クラス）を再編し、特進コース、文理コースを開設[11]
- 2010年 – 中学校女子2コース（特進コース・文理コース）を改編し、特進Ⅱコース、特進Ⅰコースを設置[11]
- 2011年 – 創立70周年
- 2012年 – 高等学校女子2コース（特進コース・文理コース）を改編し、特進Ⅱコース、特進Ⅰコースを設置[11]。中学校女子2コース（特進Ⅱコース・特進Ⅰコース）を改編し、特進コースを設置[11]
- 2013年 – 中学校女子英数コースにスーパー選抜クラスを設置
- 2015年 – 高等学校女子2コース（特進Ⅱコース、特進Ⅰコース）を改編し、特進コースを設置[11]
- 2021年（令和3年）– 創立80周年
- 2023年 – 高校受験(外部進学)でもスーパー理系選抜クラスの募集を開始

## 基礎データ

### 所在地
- 奈良県奈良市学園南３丁目１番地１号

### アクセス
- 近鉄奈良線「学園前駅」より南東へ約130m（徒歩約1分）。

学園前（帝塚山学園前）駅にロータリーと道路を挟んで近接している。1階改札口より専用歩道橋を経て校門までは徒歩約1〜2分。校門から教室までは徒歩約5〜10分。

### 象徴

#### 校章
- 校章は、創立の頃に赤松林に囲まれていた為、赤松に因んだ松ぼっくりと松葉が図案化されている。学園創立60周年を期に、一貫教育という学園の教育理念を再度認識する意味を込め、校章のデザインとカラーを幼稚園から大学まで統一した[12]。

#### 校歌
1951年、森礒吉作詞、川澄健一作曲の校歌「帝塚山学園の歌」を発表。
校歌の他に祝歌や応援歌などもある。

#### 制服
現在、大阪の帝塚山学院との交流は全くないが、女子の制服に系列校としての面影を見ることができる。

#### スクールカラー
- カラーは、創立以来、学園のシンボルカラーとして愛されてきた茜色 [12]。

## 設置する課程、学科、コース及び定員

### 帝塚山中学校
入学定員は320名で、収容定員は960名である。

### 帝塚山高等学校
全日制課程の普通科 が設置され、入学定員は450名で、収容定員は1,350名である。

### コース・クラス
全日制課程普通科並びに中学校にはコース制が導入されており、以下の共通のコース・クラスが設置されている。
- 男子英数コース
  - スーパー理系選抜クラス（通称：S理）　1〜2学級
  - 英数クラス　2学級
- 女子英数コース
  - スーパー選抜クラス（通称：S選）　2学級
  - 英数クラス　2学級
- 女子特進コース　2〜3学級

男子英数コース・スーパー理系選抜クラスは東京大学・京都大学や国立大医学部医学科への現役合格を目指す1クラス25名の少人数制であったが、現在は入学時点で40数名のクラスである。成績が基準を満たせば男子英数コース・英数クラスからスーパー理系選抜クラスへの変更は可能。
英数コース・英数クラスは、男子・女子共に東京大学・京都大学・大阪大学・神戸大学や国公立大医学部医学科への現役合格を目指すクラスであり、女子は英数コースに加え特進コースが設けられ、それぞれ異なるカリキュラムが組まれている。男女共、6年間で3回〜5回、各クラス・コース間の変更の機会がある。
2010年度より、中学校女子の特進コースと文理コースは、それぞれ特進IIコースと特進Iコースに改編され、男女全てのコースから国公立大を目指せるカリキュラムが組まれた。各コース共100名前後の生徒数で、女子の方が若干多く、男子3〜4クラス・女子6〜7クラスが各学年の平均値であった。

### 生徒募集
中学の募集人員は、帝塚山小学校からの内部進学者を含め300人で、高校の募集人員は併設の帝塚山中学校からの内部進学者を含め340人である。外部中学校からの募集人員約60人は、募集人員全体の5分の1を下回り、生徒の大多数は帝塚山中学校からの内部進学である。
中学・高校共に、転学および編入学の募集・受け入れは実施されていない。
- 男子英数コース・スーパー理系選抜クラス　若干名（2024年度より）
- 男子英数コース・英数クラス　約15名
- 女子英数コース・スーパー選抜クラス　若干名（2024年度より）
- 女子英数コース・英数クラス　約15名
- 女子特進コース　約30名

#### 入学者選抜
中学への入学志願者に対し、入学試験（学力検査のみ）を実施し選抜する。応募資格は小学校を卒業見込みの者で、帰国生徒向けの入学試験は設定されていない。
高校への入学志願者に対しては、入学試験（学力検査と個人報告書）を実施し選抜する。応募資格は中学校を卒業見込みの者、または中学校を卒業した者で、帰国生徒向けの入学試験は設定されていない。
中学入試・高校入試共に、複数のコース・クラスを志願する受験区分で出願し、第1志望(もしくは第2志望)で不合格となった場合、回し判定を行う。男女とも複数回の受験が可能である。
中学入試には専願と併願があり、専願は併願より合格最低点が低く設定されるが、専願と併願における合格最低点の差は年度により変動する。
大半の生徒が中学から入学するが、その内一部は帝塚山小学校から内部進学した生徒である。小学校からの内部進学に際しては、実質的に専願で、別途試験を受験する必要がある。
2017年度からWeb出願が可能となった。

## 特別活動

### ホームルーム活動
ロング・ホームルーム（LHR）が実施されており、将来のキャリアを見据えた講演会等が実施されている。また、中学2年生女子の学年旅行では、現地研修として実施する前に、平和・防災・環境・SDGsなど、ホームルームで探究活動に取り組む。

### 生徒会活動

#### 高校生徒会
生徒会執行部は、生徒会長1名、副会長2名、役員5名の計8名に加え、総務委員長・総務副委員長、学園祭実行委員長などが共に活動する。生徒会役員は、毎年6月に行われる選挙において選ばれる。全国高校生徒会大会に所属し、代表生徒が参加している。
総務委員会は、執行部と各クラスの連携を図り、生徒の意見を生かすべく、昼休みや放課後に開催される。また、生徒会の活動内容の紹介や連絡等を行うべく、定期的に生徒会新聞を発行する。
クラブ委員会は、クラブの各部長を集め、クラブ予算の調整も行う。
毎年4月に行われる学園祭では、生徒会が中心に、テーマの決定や飾りつけ、催し物に加え、業者との打ち合わせも含めた全ての企画・運営を行い、また、バザーの実施やゴミの分別を通して、ゴミの削減とリサイクル活動を行う。
毎年10月に行われる高校スポーツ大会では、高校生徒会が中心となって準備し、生徒会企画競技を行う。

#### 中学生徒会
生徒会執行部は、会長1名、副会長が男女各1名、男子役員2名、女子役員5名、合計10名で構成され、前期生徒会執行部の任期は1月1日から6月30日、後期の任期は7月1日から12月31日である。
生徒会執行部は、生徒から出た意見をまとめ、問題点に対し解決策を考えたり、生徒会行事の企画や運営を考える。昼休みや放課後に集まり、協議しながら活動する。
10月下旬の2日間行われるスポーツ大会では、中学生徒会が企画・運営を行う。

## 学校行事
- 4月 - 始業式、入学式、新入生オリエンテーション、新入生歓迎会、スポーツ大会、学園祭
- 5月 - 遠足、創立記念日
- 6月 - 高校コーラスコンクール
- 7月 - 終業式、サマーキャンプ（中学1年生男女）、林間学舎（高校1年生男女）
- 8月 - 始業式、グローバルアカデミックプログラム（髙校2年生男女、希望者）、エンパワーメントプログラム（高校1年生男女希望者）、シアトル海外研修（中学3年生男女希望者）
- 9月 - 中学芸術鑑賞、高校球技大会
- 10月 - 体育祭、学年旅行（中学2年生男女・髙校2年生男女）、遠足（中学1・3年生男女・髙校1・3年生男女）、中学スポーツ大会
- 11月 - 文化祭、文化発表会、芸術鑑賞（高校1・2年生男女）
- 12月 - 終業式
- 1月 - 始業式
- 2月 - 中学コーラスコンクール、中学文化発表会、英語暗唱大会（中学1・2年生男女）、弁論大会（高校1年生男女）、スピーチコンテスト（中学3年生、高校2年生男女）、探究活動発表会(中学3年生男女)
- 3月 - 終業式、弁論大会（中学1～3年生男女）、卒業式、ハワイサイエンスキャンプ（中学3年生男子希望者）、サンディエゴSTEAMプログラム（中学3年生女子、希望者）

### 国際理解教育

#### ハワイサイエンスキャンプ
中学３年生男子の希望者を対象に、春季休暇中アメリカ・ハワイ州において、ホームステイや学校交流、地質学などを学ぶサイエンスキャンプ。
ハワイ島でのハワイ大学海洋研究所での海洋学やキラウエア火山での地質学などの学習や、オアフ島でのホームステイや真珠湾での戦艦ミズーリ・真珠湾航空博物館などの見学、ミリラニ中学との交流やSTEMNightの参加など英語で様々なことを学ぶサイエンスキャンプを実施する。
2010年3月に中学3年生男子スーパー理系選抜クラスの生徒を中心とした30名がオーストラリア・アデレードで12日間イマニュエル・カレッジの生徒達とサイエンスキャンプを実施して以来、継続しているプログラム。2017年度より行き先をハワイに変更したが、2019年度から2022年度までは新型コロナ感染症の拡大等により中止。

#### サンディエゴSTEAMプログラム
中学３年生女子の希望者を対象として、春季休暇中アメリカ・サンディエゴにおいて、カリフォルニア州立大学サンマルコス校訪問やその他の学校交流をしながら、Science, Technology, Engineering, Art, and Mathematics（STEAM）の教育プログラムに基づいた内容を学習する。
2015年3月に、中学３年生女子スーパー選抜クラスを中心に、シンガポールを拠点とした研修旅行を実施して以来、2018年度まで継続したアジアスタディツアーが前身である。2019年度から行き先をハワイに変更することに決定されたが、2022年度までは新型コロナ感染症の拡大等により中止となった。

#### グローバルアカデミックプログラム
髙校２年生男女の希望者を対象に、アメリカ・ボストン近郊の大学寮に滞在し、マサチューセッツ工科大学やハーバード大学等の学生とグローバルリーダー養成のためのハイレベルなディスカッションを行う海外英語研修。2017年、開発した教育プログラムをグローバルリーダー育成の為の独自の取組みとして実施すべく、グローバルキャリア推進委員会を設置し、本プログラムの実施を開始した。

#### エンパワーメントプログラム
高校１年生男女の希望者を対象として、夏季休暇の期間、本校を会場にハーバード大学、カリフォルニア大学などの大学院生と5日間、英語漬けで議論やプレゼンテーションを行う探求型学習プログラム。2017年、グローバルキャリア推進委員会により、本プログラムの実施を開始した。

#### シアトル海外研修
中学３年生男女の希望者を対象に、夏季休暇中の14日間、アメリカワシントン州シアトル近郊でのキャンプとホームステイを体験し、ベルビュー・カレッジでの特別授業受講プログラムによる語学研修を実施。
本プログラムは2024年、50周年を迎えた。

#### 国際交流プログラム
音楽やスポーツ、アクティビティ等で交流を図る。生徒がそれぞれ相手の現地でホームステイをし、お互いの国を訪問しあう相互交流を通じて国際的な素養を養う。
- ACJC校（Anglo-Chinese Junior College、シンガポール）
- ミリラニ校（英語版）（Mililani High School、ハワイ）
- 永和国民中学校（中国語版）（新北市立永和國民中學、台湾）

## クラブ活動
クラブ活動と呼ばれる、生徒の自主的，自発的な参加により行われる部活動については、帝塚山中学校高等学校部活動の方針に準拠して、週当たり2日以上の休養日を設けている。
生徒の自主的，自発的な参加とは裏腹に、「力の教育」として強い心とたくましい体（躯体）を鍛えるべく、中学の3年間は全員参加となり、いずれかのクラブに所属するが、実態としては「所属」はするが活動をしない生徒も多い。高校では、参加は任意となる。中高合同かつ男女合同のクラブが多いが、中学校のみ・高校のみのクラブや、男女いずれかのみのクラブもある。
クラブの中では理科部ロボット班をはじめ高実績を残すクラブも多い。
理科部ロボット班はFLL、WROといった大会で幾度も世界大会に出場している。
直近では2023年にデンマーク(WRO)、パナマ(WRO)、2024年にアメリカ(FLL)、イタリア(WRO)に出場している。
- 中学は体育部：13部（中学のみは3部）、文化部：22部（中学のみは1部）
- 高校は体育部：15部（高校のみは5部）、文化部：23部（高校のみは2部）

### 体育部

#### 中学・高校
- サッカー部（中学・高校／男子）
- 陸上競技部
- 卓球部
- 剣道部
- バスケットボール部
- 水泳部（中学／女子・高校／男・女）– 屋内プール使用
- ダンス部（中学・高校／女子）
- ソフトボール部（中学・高校／女子）– 休部
- ソフトテニス部（中学・高校／女子）– 軟式
- バドミントン部（中学・高校／女子）

#### 中学のみ
- 中学野球部（中学／男子）
- 野外活動部（中学／男・女）
- 中学バレーボール部（中学／女子）

#### 高校のみ
- 高校野球部（高校／男子）– 硬式
- 山岳部（高校／男・女）
- 高校バレーボール部（高校／女子）
- テニス部（高校／男・女）– 硬式
- ワンダーフォーゲル部（高校／女子）

### 文化部

#### 中学・高校
- 美術部
- 英語部
- 書道部
- 華道部
- 茶道部
- 日本舞踊部
- 琴部
- 吹奏楽部
- コーラス部
- 弦楽部
- ギターマンドリンクラブ
- ボランティア部
- 放送部
- 理科部
  - 天文班
  - ロボット班
  - 実験班
- 家庭部
- 地歴部
- 園芸部
- 写真部
- 図書部
- 数学研究部（中学／女子、高校／男・女）
- 社会問題研究部

#### 中学のみ
- 中学演劇部（中学／男・女）

#### 高校のみ
- 高校演劇部（高校／男・女）
- 文芸部（高校／男・女）

## 中高関係者と組織

### 中高関係者組織
- 帝塚山学園同窓会 - 帝塚山中学校・高等学校の卒業生による同窓会組織であり、学園内に同窓会室がある。
- 帝塚山中学校・高等学校育友会 - 保護者会組織。
- 帝塚山中学校・高等学校体育文化後援会 - 施設整備、部活動等の補助・支援活動を行う、保護者を中心とした後援会組織。

## 対外関係

### 大学との協定
- 京都大学と奈良県との教育分野の連携に関する協定および覚書（2014年締結）における奈良県の連携校[33]

### 姉妹校・兄弟校
- 帝塚山大学
- 帝塚山小学校
- 帝塚山幼稚園

### 海外姉妹校
- ACJC（Anglo-Chinese Junior College） - 1993年、姉妹校提携締結